# Blackbird (pel·lícula)
Blackbird és una pel·lícula dramàtica del 2014 dirigida per Patrik-Ian Polk i protagonitzada per Mo'Nique i Isaiah Washington. La pel·lícula està adaptada de la novel·la homònima de Larry Duplechan i es va estrenar a les sales el 24 d'abril de 2015. S'ha subtitulat al català.

## Argument
Un adolescent gai a l'escola secundària d'una petita ciutat baptista de Mississipi lluita amb la seva religió i la seva sexualitat. Per empitjorar les coses, la seva germana petita fa anys que està desapareguda i això està destrossant la seva família.

## Repartiment
- Julian Walker com a Randy Rousseau
- Mo'Nique com a Claire Rousseau
- Isaiah Washington com a Lance Rousseau
- Kevin Allese com Marshall MacNeil
- Terrell Tilford com el pastor Crandall
- D. Woods com a Leslie Crandall
- Gary LeRoi Gray com a Efrem
- Torrey Laamar com a Todd Waterson
- Nikki Jane com a Crystal

## Productor
Polk va intentar inicialment que la pel·lícula es fes uns quants anys abans, amb Jussie Smollett com a jove protagonista, però el finançament va fracassar. Quan el finançament va arribar anys més tard, es va veure obligat a tornar a rodar a causa de la atapeïda agenda de Smollett a Empire, i va lluitar per trobar un actor negre que representés una història d'amor gai a la pantalla. No obstant això, més tard va conèixer a Julian Walker, que és obertament gai, i va optar per incloure'l al repartiment malgrat la seva manca d'experiència com a actor.
Polk va parlar, en una entrevista a BuzzFeed, de la necessitat de més històries amb homes gais que no siguin blancs:
| « | Al llarg dels meus anys del cinema, hem vist la història de la majoria d'edat gai des de tots els punts de vista possibles dels homes blancs... L'hem vist una vegada i una altra, i una altra vegada. | » |

## Estrena
La pel·lícula va tenir un èxit al circuit de festivals de cinema, guanyant premis a diversos festivals d'orientació LGBT, com ara Outflix Memphis, Out On Film Festival d'Atlanta i el Crossroads Film Festival al Mississipi natal de Polk. La pel·lícula va ser projectada en la gala de cloenda al Festival de Cinema Panafricà (PAFF) de Los Angeles, on va guanyar el premi Founders al millor llargmetratge narratiu.

## Recepció
Blackbird va rebre crítiques mixtes i negatives de la crítica. El 2008 el 40% de les deu ressenyes compilades a Rotten Tomatoes són positives, amb una valoració mitjana de 4,6/10. The Hollywood Reporter called it "too all over the map to take seriously". The New York Times sva dir que la pel·lícula té un "impressionant, convicció palpable", encara que en última instància "pateix d'excessos sabonosos i disjuncions narratives". Slant Magazine va escriure: "Blackbird és, com el seu personatge principal, massa ingenu per entendre's o, almenys, per desplegar els poders reparadors del camp".